# 拉贝斯科
拉贝斯科（法語：Labescau，法語發音：[labɛsko]）是法国吉伦特省的一个市镇，属于朗贡区。

## 地理
拉贝斯科（44°26'39"N, 0°5'20"W）面积5.99 平方千米，位于法国新阿基坦大区吉倫特省，该省份为法国西南部沿海省份，是法國本土面积最大的省，北起滨海夏朗德省，西临大西洋，南至朗德省，东南接洛特-加龍省，东临多爾多涅省。
与拉贝斯科接壤的市镇（或旧市镇、城区）包括：阿亚斯、冈镇、拉多斯、桑代茨、西加朗。

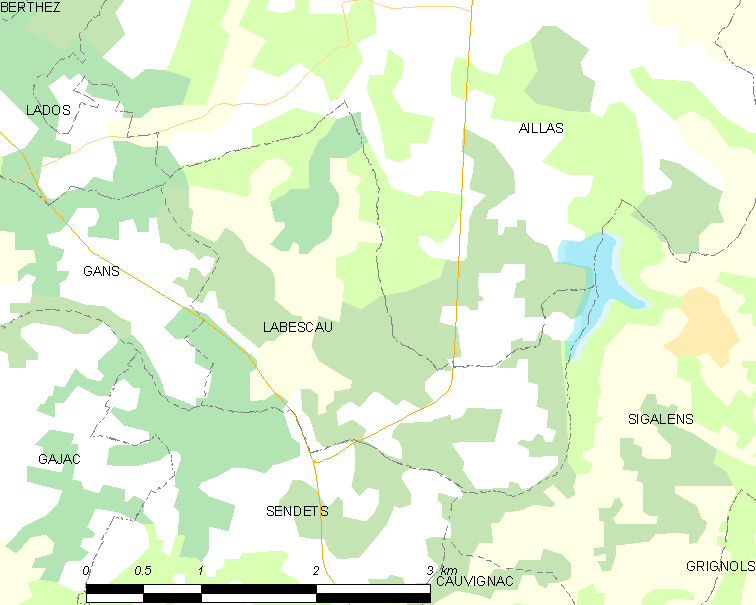
拉贝斯科的OSM定位图

拉贝斯科的时区为UTC+01:00、UTC+02:00（夏令时）。

## 行政
拉贝斯科的邮政编码为33690，INSEE市镇编码为33212。

## 政治
拉贝斯科所属的省级选区为南吉伦特县。

## 人口

1962-2008年间拉贝斯科人口变化图示

拉贝斯科于2022年1月1日时的人口数量为134人。